# Symmachia accusatrix
Symmachia accusatrix är en fjärilsart som beskrevs av John Obadiah Westwood 1851. Symmachia accusatrix ingår i släktet Symmachia och familjen Riodinidae. Inga underarter finns listade i Catalogue of Life.

## Bildgalleri

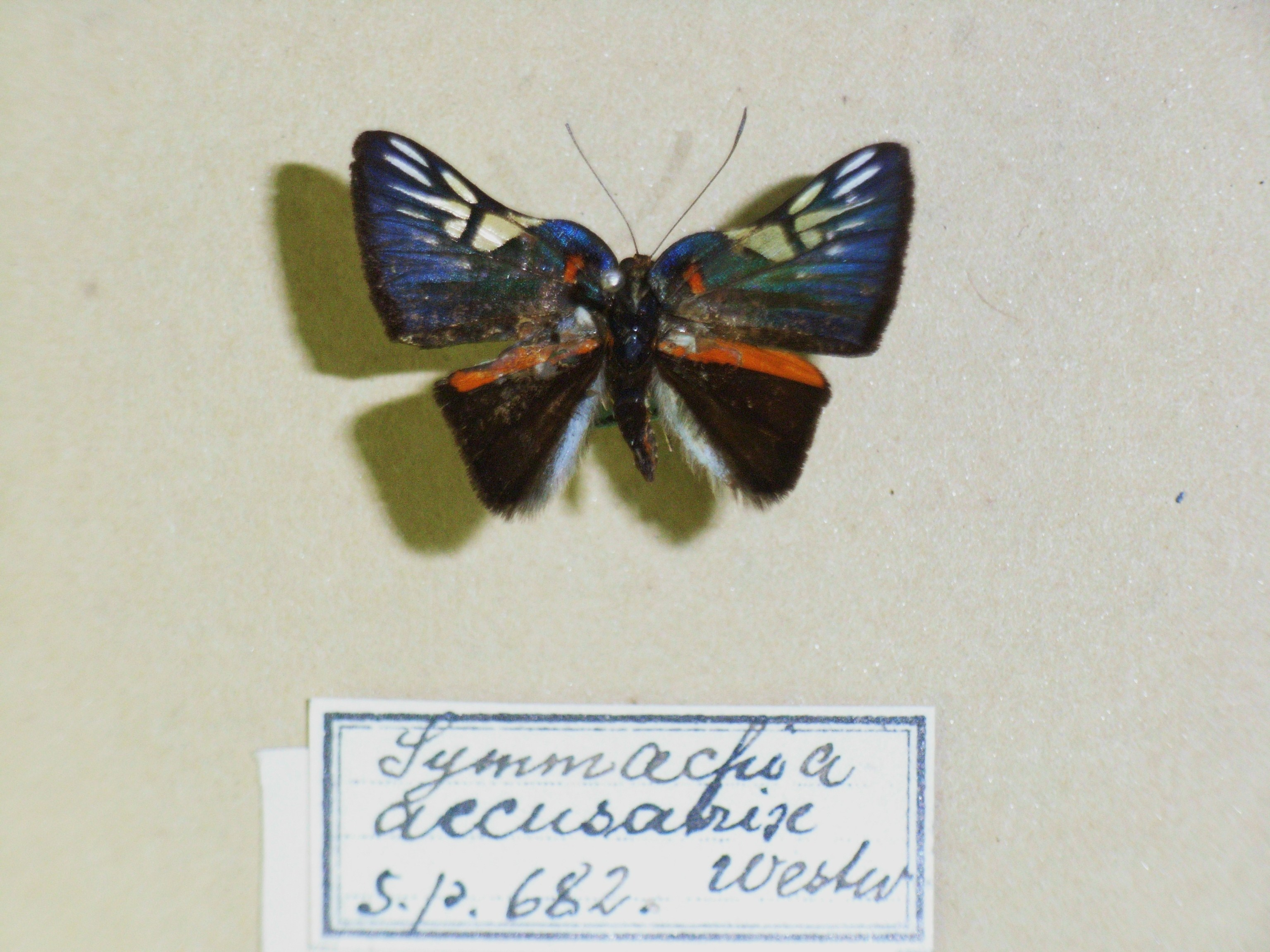